# Art Clokey
Arthur Clokey, nato Arthur Charles Farrington (Detroit, 12 ottobre 1921 – Los Osos, 8 gennaio 2010), è stato un animatore statunitense, pioniere della claymation.

## Biografia
I suoi genitori divorziarono quando aveva nove anni ed egli rimase con suo padre, Charles Farrington, che morì poco dopo in un incidente. Il bambino fu allora affidato alla madre e in seguito fu mandato in un orfanotrofio.
All'età di dodici anni fu adottato da Joseph W. Clokey, un organista e compositore di musica classica che insegnava musica al Pomona College di Claremont, in California.
Studiò geologia al Pomona College, ma dovette poi abbandonare gli studi nel 1943 per combattere nella seconda guerra mondiale.

### Opere
Dopo la laurea all'Università di Miami, ottenuta nel 1948, iniziò a realizzare cortometraggi sperimentali utilizzando l'argilla con la tecnica della claymation.
Adoperando questa tecnica, nel 1955 realizza il film Gumbasia, il cui nome è un omaggio a Fantasia, film d'animazione  di Walt Disney.
A questo primo lavoro fanno seguito The Clay Peacock nel 1963, e, nel 1977,  Mandala, descritto dallo stesso Clokey come una metafora dell'evoluzione della coscienza umana.

### Morte
Clokey morì nel sonno l'8 gennaio 2010, all'età di 88 anni, nella sua casa a Los Osos, in California, a causa di una persistente infezione urinaria.